# Ardisia etindensis
Ardisia etindensis är en viveväxtart som beskrevs av A. Taton. Ardisia etindensis ingår i släktet Ardisia och familjen viveväxter. Inga underarter finns listade i Catalogue of Life.